# IX район (Лагевники — Борек-Фаленцкий)

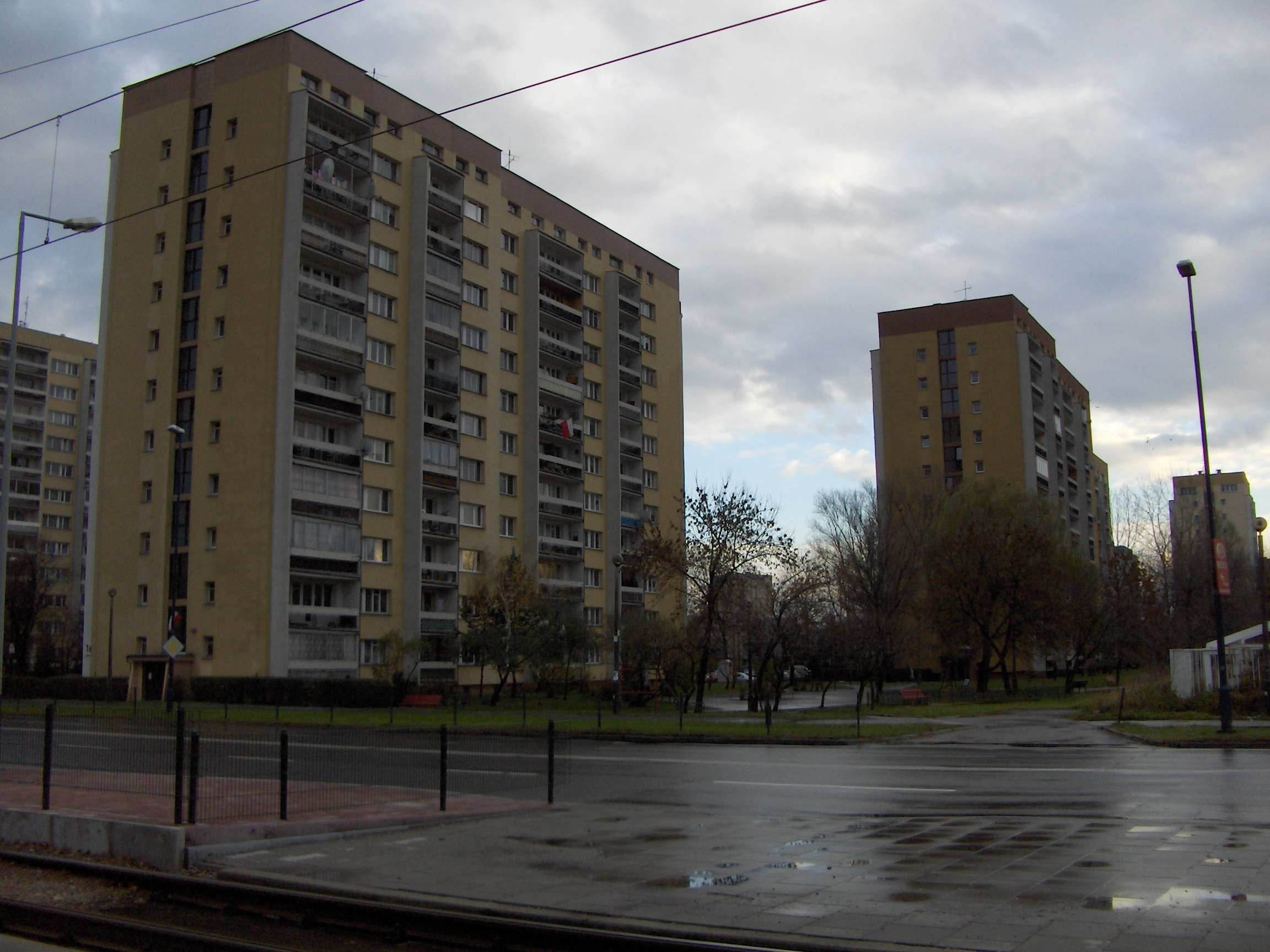
Вид одного из районо дзельницы Оседле-Цегельняна

Дзельни́ца IX Лагевни́ки-Бо́рек-Фале́нцкий (пол. Dzielnica IX Łagiewniki-Borek Fałęcki) — дзельница, административно-территориальная и вспомогательная единица Краковской городской гмины, один из 18 административных районов Кракова. Администрация дзельницы располагается по адресу ul. Żywiecka 13. В настоящее время Председателем дзельницы является Кшиштоф Муха.

## География
Дзельница IX Лагевники-Борек-Фаленцкий граничит на западе с дзельницей VIII Дембники, на северо-востоке с дзельницей XIII Подгуже, на востоке с XI Подгуже-Духацке и на юге с дзельницей X Свошовице.
Площадь дзельницы составляет 568,25 гектаров. В состав дзельницы входят оседле Борек-Фаленцкий, Лагевники, Оседле-Заулек-Юговицкий, Оседле-Цегельняна.

## История
До 1990 года территория современной дзельницы входила в Дзельницу Подгуже. Дзельница IX была учреждена 27 марта 1991 года решением № XXI/143/91 городского совета Кракова. Современные границы дзельницы были утверждены решением городского совета № XVI/192/95 от 19 апреля 1995 года. До 24 мая 2006 года дзельница называлась как «Дзельница IX Лагевники».

## Население
Численность населения дзельницы составляет 15.995.

## Достопримечательности

### Памятники культуры
Памятники культуры Малопольского воеводства:
| Изображение | Русское название       | Польское название  | Местоположение |
| ----------- | ---------------------- | ------------------ | -------------- |
|             | Часовня святого Иосифа | Kaplica św. Józefa |                |

### Другие достопримечательности
- Воинское кладбище № 384;
- Монастырь сестёр Пресвятой Девы Марии Милосердия;
- Парк Солвей;
- Санктуарий Божьего Милосердия;
- Церковь блаженного Иоанна Павла II;
- Церковь Пресвятой Девы Марии Победительницы
- Памятник военнопленным Шталага 369 — памятник бывшим военнопленным лагеря Шталаг 369.